# Chilicola megalostigma
Chilicola megalostigma is een vliesvleugelig insect uit de familie Colletidae. De wetenschappelijke naam van de soort is voor het eerst geldig gepubliceerd in 1908 door Ducke.